# Albert Weil
Albert Paul Moïse Weil (Paris, 26 de dezembro de 1880 — 5 de dezembro de 1945) foi um velejador e medalhista olímpico francês que competiu nos Jogos Olímpicos de Verão de 1920 na classe 6.5 Metre e conquistou a medalha de prata na disputa realizada a bordo do Rose Pompon com Robert Monier e Félix Picon.